# Ricardo Caldas
Ricardo Caldas Morales (Lima, 27 de abril de 1981) es un exfutbolista peruano. Jugaba de delantero. Tiene 43 años. Casado con Kelly Acuña, hija del Candidato a la Presidencia del Perú en las elecciones de 2016 y 2021: César Acuña Peralta.

## Clubes
| Club                      | País | Año       |
| ------------------------- | ---- | --------- |
| Deportivo Municipal       | Perú | 1998      |
| Sport Huamanga            | Perú | 1999      |
| Unión Huaral              | Perú | 2000      |
| CNI                       | Perú | 2001      |
| Universidad Cesar Vallejo | Perú | 2002-2004 |
| FBC Melgar                | Perú | 2005      |
| Unión Huaral              | Perú | 2006      |
| Universidad Cesar Vallejo | Perú | 2007-2011 |
| Alianza Atlético          | Perú | 2011      |
| Sport Boys                | Perú | 2012      |
| Inti Gas                  | Perú | 2013      |
| Willy Serrato             | Perú | 2014      |

## Palmarés
| Título                    | Club                      | País | Año  |
| ------------------------- | ------------------------- | ---- | ---- |
| Copa Perú                 | Universidad Cesar Vallejo | Perú | 2003 |
| Segunda División del Perú | Universidad Cesar Vallejo | Perú | 2007 |